# Antibes akvedukter

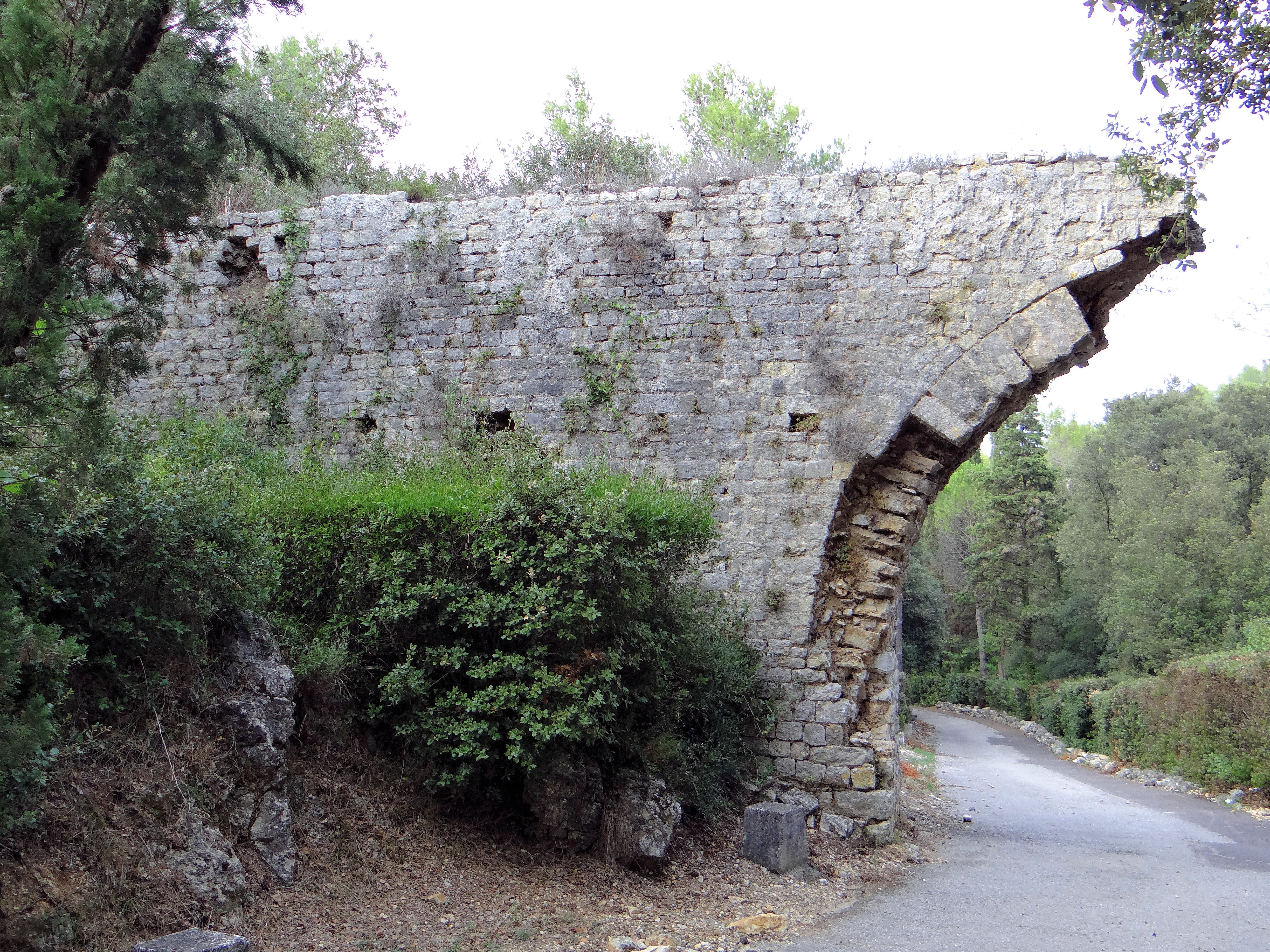
Akveduktbron över Chemin des 3 Moulins i Goas dalgång, Bouillide-akvedukten

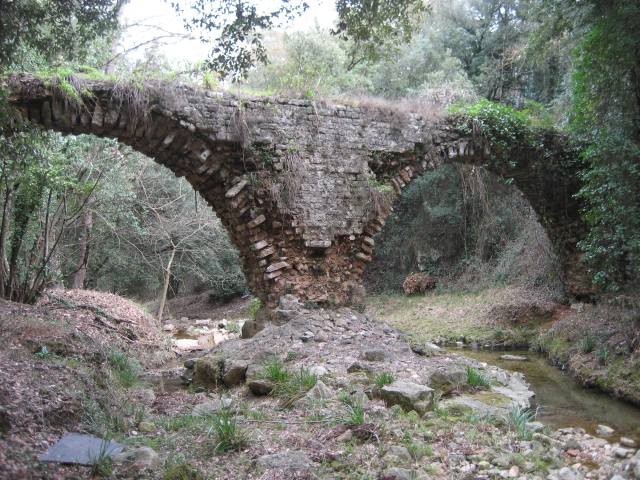
Akveduktbron över Valmasque, Bouillide-akvedukten

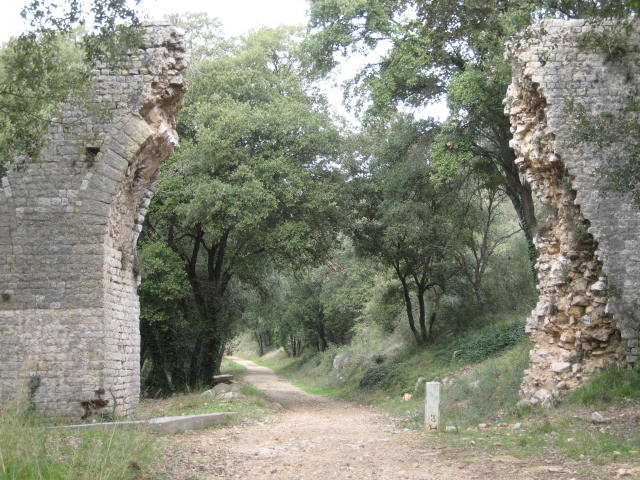
Bouillide-akvedukten

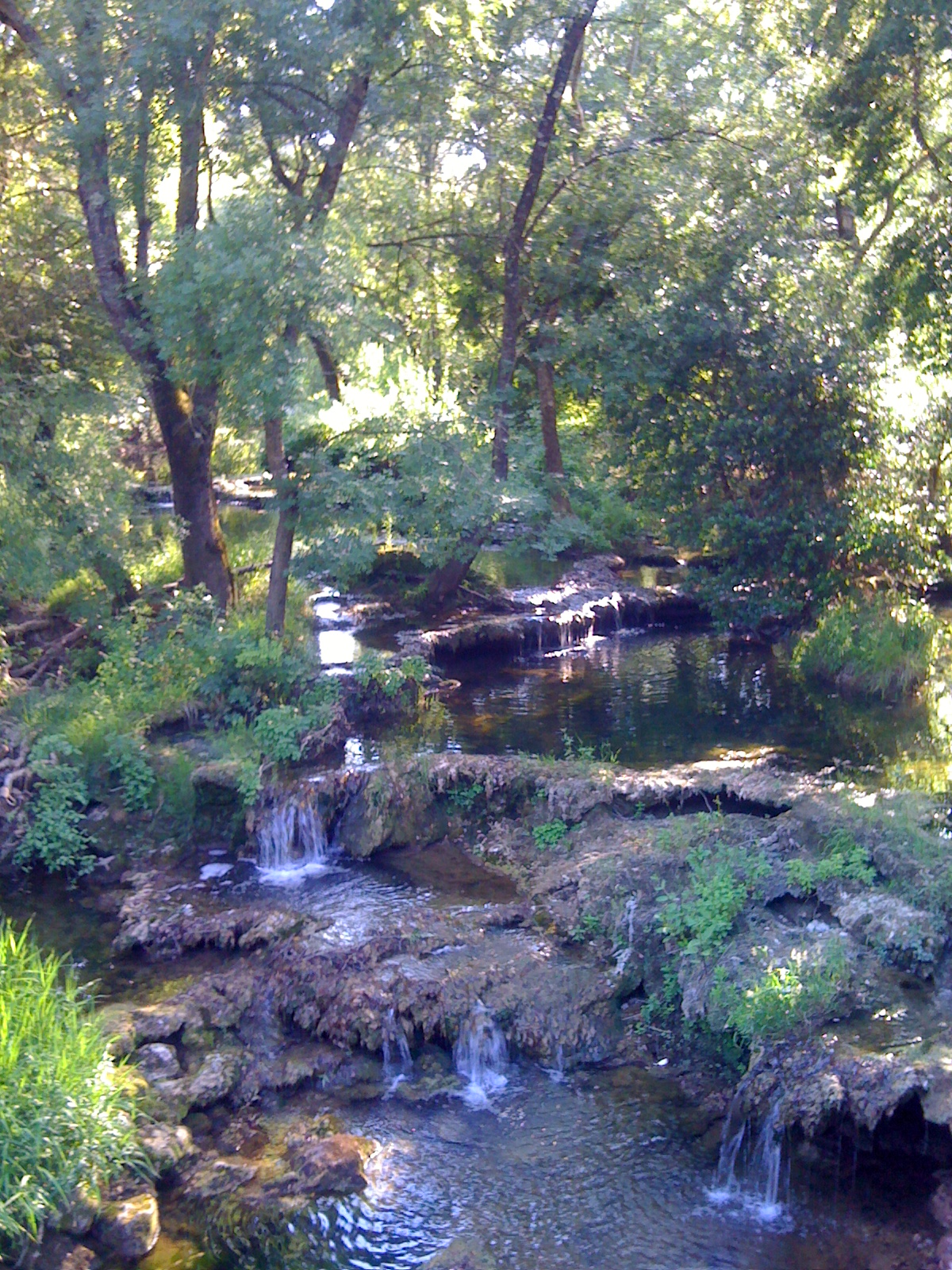
Ån Bouillide i Valbonne

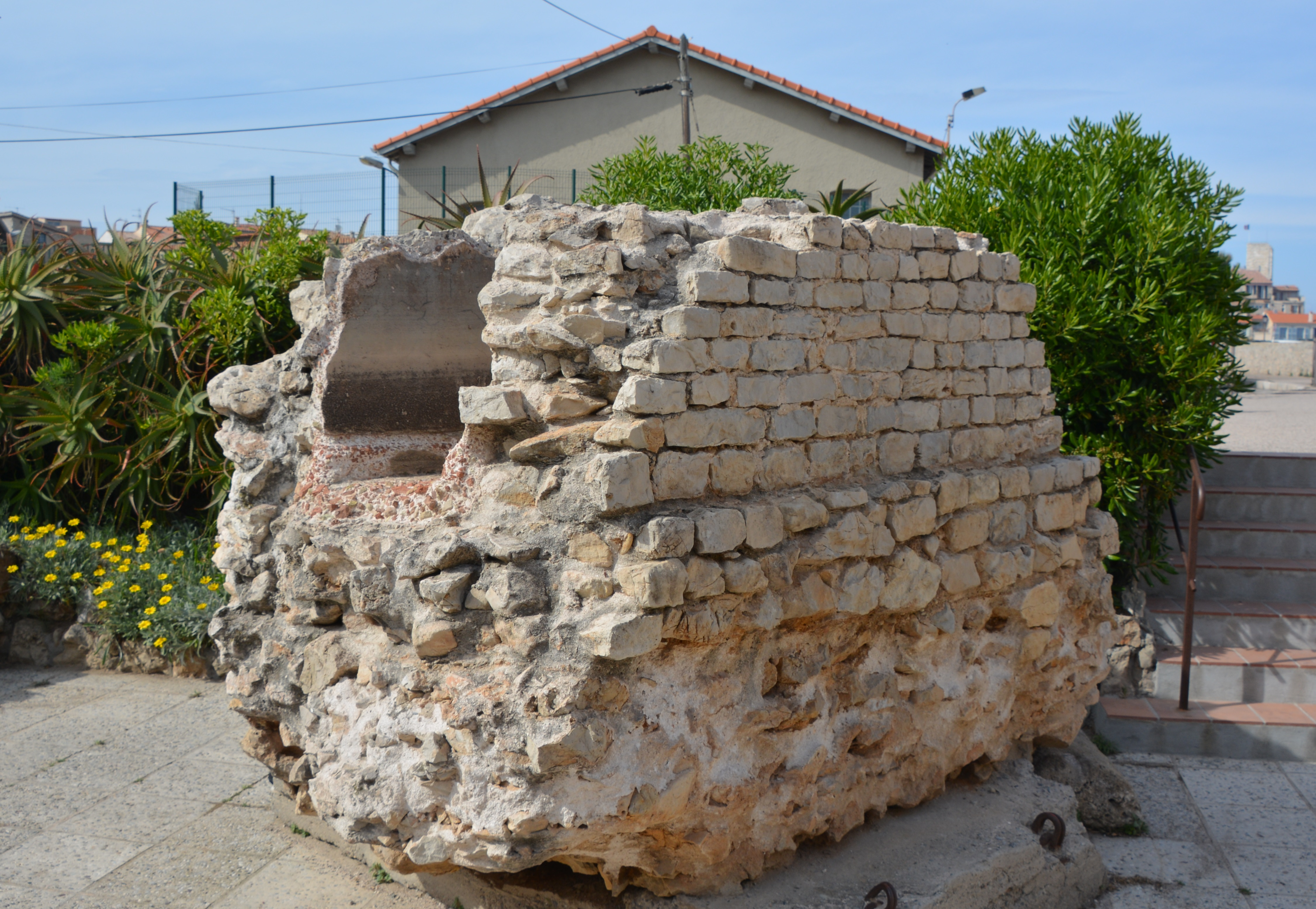
En bit av Fontvielle-akvedukten, utanför Musée d'archéologie i Antibes

Antibes akvedukter är ett tidigare vattenförsörjningssystem för staden Antipolis i Frankrike.
Den antika staden Antipolis, nuvarande Antibes, hade under den romerska eran sin vattenförsörjning ordnad med två akvedukter, som är kända: Bouillide-, eller Clausonnes-akvedukten, och  Fontvieille-akvedukten. Det har diskuterats om det också fanns en tredje och kortare akvedukt, men inga arkeologiska fynd av en sådan har gjorts.
De två akvedukterna hade ungefär samma dimensioner, men de skiljer sig åt i byggnadssätt, vilket visar att de inte byggdes samtidigt. En jämförelse med byggnadssättet för andra romerska byggnadsverk tyder på att Bouillide-akvedukten är den äldre och att den härstammar från den sista tredjedelen av första århundradet efter Kristus.

## Bouillide- eller Clausonnes-akvedukten
Bouillide-akvedukten är ungefär 16 kilometer lång. Den har två grenar: en gren från ån Bouillide i kommunen Valbonne och Valmasquegrenen från kommunen Mougins. Grenarna förenar sig nära akveduktbron över ån Valmasque, före resterna av akveduktbron med fem valv vid ån Goa, som tillät akvedukten att överbrygga Goas dalgång.   
Bouillidegrenens källa ligger nära bron över Bouillide på den nuvarande landsvägen väster om Sophia Antipolis, drygt 125 meter över havet.
Bouillideakvedukten nalkades Antibes via floden Lavals dalgång och passerade nuvarande Place De Gaulle och sträckte sig därefter troligen utmed nuvarande Rue de la République. Ett fragment har hittats i ett hus vid Rue du Haut-Castellet. Ett flertal andra rester finns fortfarande kvar längs akveduktens sträckning.
Akvedukten blev byggnadsminne 1936.

## Fontveille-akvedukten
Den 4,5 kilometer långa Fontvieille-akvedukten är från början av 100-talet efter Kristus och har sin källa i Fontvielle i Biot. Akvedukten restaurerades av ingenjörsöversten Louis d'Aiguillon och återinvigdes 1785. Antibes hade då inte någon annan dricksvattentäkt. Akvedukten användes ända till mitten av 1900-talet.